# 法屬玻里尼西亞
法屬玻里尼西亞（法語：Polynésie française，發音：[pɔlinezi fʁɑ̃sɛz] ⓘ）是法國在南太平洋的海外集體，由幾組玻里尼西亞群島組成，包括：馬克薩斯群島、社會群島、土阿莫土群島（含甘比爾群島）以及土布艾群島（含巴斯群島），於1843年歸屬法國。其中位於社會群島内部的塔希提島不僅是著名的旅遊勝地之一，也是法屬玻里尼西亞境內居住人口最多（約占總體人口75％）的島嶼，和首府帕皮提所在地。

## 历史
人類學家和歷史學家認為，波利尼西亞大遷徙始於公元前1500年左右，當時南島人開始使用天文導航在南太平洋尋找島嶼。法屬波利尼西亞的第一個島嶼是公元前200年左右的馬克薩斯群島。波利尼西亞人後來向西南遷移，並在公元300年左右發現了社會群島。
歐洲人的發現始於1521年，當時為西班牙王室服務的葡萄牙探險家麥哲倫在土阿莫土-甘比爾群島發現了普卡普卡島。1606年，佩德羅·費爾南德斯·德·基羅斯率領的另一支西班牙探險隊於2月10日穿過波利尼西亞，發現有人居住的島嶼，他們將其稱為“Sagitaria”（或“Sagittaria”）。1722年，荷蘭人雅可布·羅赫芬在一次由荷蘭西印度公司贊助的探險中，繪製了土阿莫土群島的六個島嶼和社會群島的兩個島嶼的位置，其中一個是波拉波拉島。
英國探險家塞繆爾·沃利斯於1767年成為第一位訪問大溪地的歐洲航海家。法國探險家路易·安托萬·德·布干維爾也於1768年訪問了大溪地，而英國探險家庫克船長則於1769年抵達，並觀察到金星凌日。他在 1773年第二次前往太平洋期間再次停靠塔希提島，並於1777年在他第三次，也是最後一次航行中停靠。
1772年，西班牙秘魯總督唐·曼努埃爾·德·阿馬特（Don Manuel de Amat）下令在多明戈·德·博內奇亞（Domingo de Bonechea）的指揮下進行多次遠征大溪地，他是第一個探索大溪地以外所有主要島嶼的歐洲人。1774年建立了一個短暫的西班牙定居點，並且有一段時間，一些地圖以阿瑪特總督的名字命名為阿瑪特島。基督教傳教始於在大溪地逗留一年的西班牙神父。1797年，倫敦傳教士協會的新教徒在波利尼西亞永久定居。
1946年，波利尼西亚人被授予法国国籍，这些岛屿的地位改为法国海外领土。群岛的名称在1957年更改为法属波利尼西亚。1962年阿尔及利亚独立，法国于是将位于阿尔及利亚的核试验场搬到土阿莫土群岛的穆鲁罗阿环礁，进行地下核实验，核实验一直持续到1974年。1977年，法属波利尼西亚被授予部分内部自治权。1984年，自治权得到扩展。2003年，法属波利尼西全境成为法国的海外集体。
1995年9月，暂停三年的核试验在方阿陶法环礁恢复，这激起了民众对法国政府广泛的抗议。核试验于1996年1月27日进行了最后一次，随后在1996年1月29日，法国宣布将加入全面禁止核试验条约，不再测试核武器。
2013年時，聯合國將其列入非自治領土。

## 地理

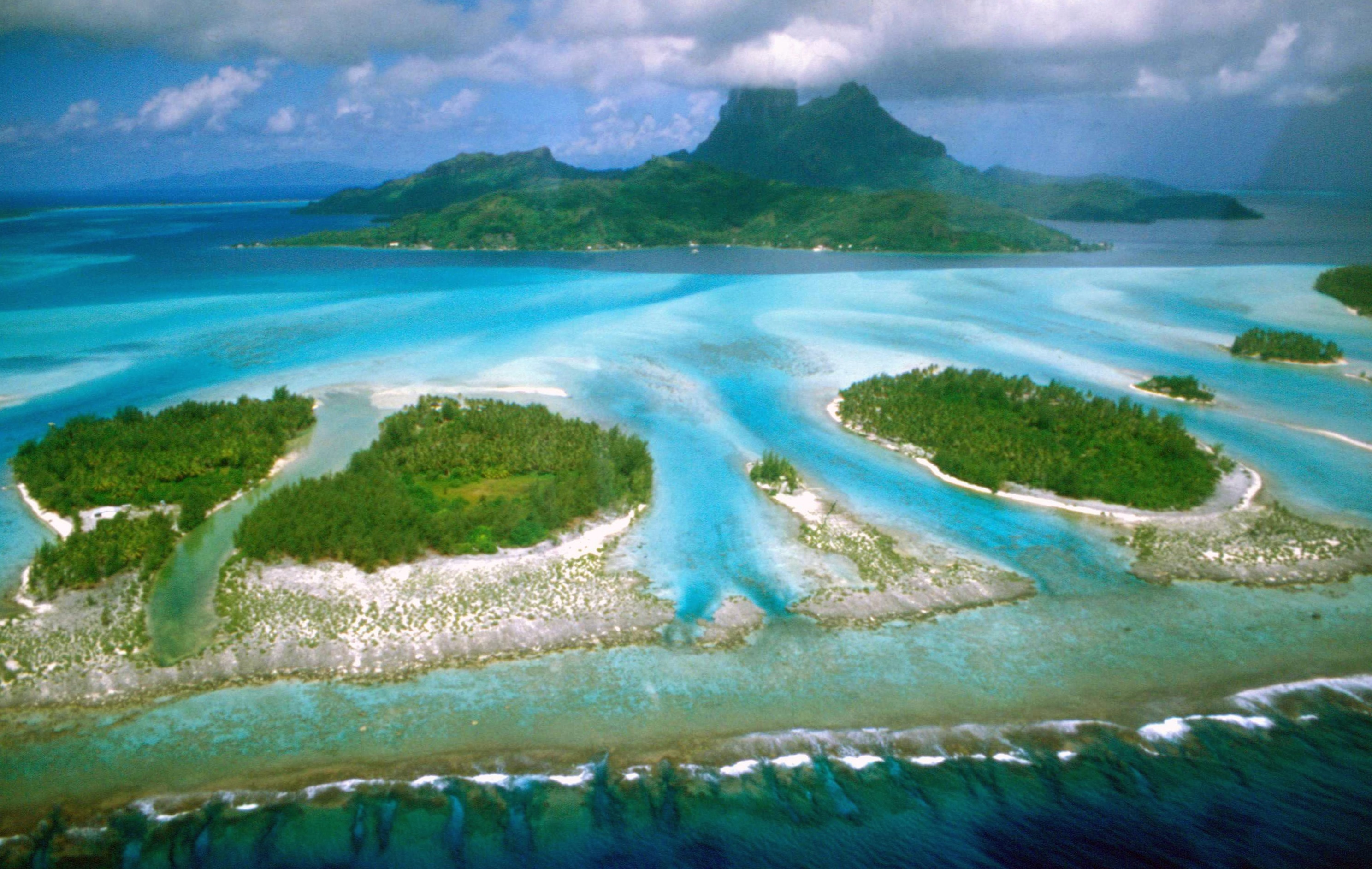
Bora-Bora

法属波利尼西亚总陆地面积为3,521平方（1,359平方英里），散落在2,000（1,200英里）多的海洋上。

## 文化

### 语言
法语为法属波利尼西亚唯一的官方语言。1996年4月12日的一项组织法规定：“法语为官方语言，同时也可以使用大溪地语和其他波利尼西亚语。” 
2017年的人口普查调查了年龄在15岁及15岁以上的人口在家中主要使用的语言。调查结果显示，有73.9％的人主要使用法语（高于2007年人口普查时的68.6％），20.2％的人主要使用大溪地语（低于2007年人口普查时的24.3％），2.6％的人主要使用马克萨斯语,0.2％的人主要使用芒阿雷瓦语（与2007年人口普查时两者的百分比相同），1.2％的人主要使用某一种南方语（低于2007年人口普查的1.3％），1.0％的人主要使用土阿莫土语（低于2007年人口普查的1.5％），0.6％的人主要使用某一种漢語（其中41％是客家語）（低于2007年人口普查的1.0％） ，0.4％的人主要使用某一种其他语言（其中一半以上为英语）（低于2007年人口普查的0.5％）。
在2017年的人口普查中也调查了年龄在15岁及15岁以上的人口对法语和波利尼西亚语的读写情况。有95.2％的人说他们会读写法语（2007年人口普查时为94.7％），而只有1.3％的人说他们不懂法语（低于2007年人口普查时的2.0％）。有86.5％的人说他们至少对一种波利尼西亚语有某种了解（高于2007年人口普查时的86.4％，低于2012年人口普查时的87.8％），而13.5％的人称他们对波利尼西亚语不了解（低于2007年人口普查时的13.6％，高于2012年人口普查时的12.2％）。

## 政治

### 行政区划

法属波利尼西亚的5个行政区和48个市镇

法属波利西亚划分为5个行政区，5个行政区又划分为48个市镇。
五个行政区为：
1. 向风群岛行政区（la subdivision administrative des Îles du Vent），社会群岛的一部分，下辖13个市镇，首府帕皮提。
2. 背风群岛行政区（la subdivision administrative des Îles Sous-le-Vent），社会群岛的一部分，下辖7个市镇，首府乌图罗阿。
3. 马克萨斯群岛行政区（la subdivision administrative des (Îles) Marquises），下辖6个市镇，首府努库希瓦。
4. 南方群岛行政区（la subdivision administrative des (Îles) Australes），包括土布艾群岛和巴斯群岛，下辖5个市镇，首府土布艾。
5. 土阿莫土-甘比尔群岛行政区（la subdivision administrative des (Îles) Tuamotu-Gambier），包括土阿莫土群岛与甘比尔群岛，下辖17个市镇，首府朗伊罗阿。

## 经济
法属波利尼西亚的法定货币为太平洋法郎（CFP），与欧元汇率固定。按市场当地价格计算，2014年法属波利尼西亚的名义国内生产总值（GDP）为56.23亿美元，是仅次于澳大利亚、新西兰、夏威夷、新喀里多尼亚和巴布亚新几内亚的大洋洲第六大经济体。2014年人均GDP为20,098美元（按市场汇率计算，而不是按PPP计算），低于夏威夷、澳大利亚、新西兰和新喀里多尼亚，但高于大洋洲的所有独立岛屿国。人均和总数均大大低于2007-08年金融危机之前的记录。
法属波利尼西亚经济适度发展，其依赖进口商品，旅游业和法国本土的财政援助。旅游设施发达，主要岛屿都有。主要农业产品是椰子（椰子核），蔬菜和水果。法属波利尼西亚出口诺丽果汁，高品质香草和著名的大溪地黑珍珠，法属波利尼西亚拥有此类珍珠的全球市场的75％。珍珠出口主要销往日本。2009年，珍珠出口额占该国出口收入的60％。2011年，用于珍珠养殖的面积为9720 公顷，其中83％用于图阿莫图群岛。在冈比亚群岛，里基特阿和其他岛屿也有业务。2008年的许可总数为824个，但有所减少，2012年为538个。
最重要的商业鱼类是长鳍金枪鱼、大眼金枪鱼和黄鳍金枪鱼。以前，公海捕鱼是由其他国家的渔船带动的，但这已经结束了。钓鱼许可证卖给了日本和韩国的船只。从1990年代开始，波利尼西亚对基础设施进行了投资，以支持捕鱼业并提高产品质量。并在帕皮提建造了渔港。
法属波利尼西亚自己的深海捕鱼船队从1990年代初开始发展。特别是金枪鱼船只的数量有所增加。2011年，活跃的深海捕鱼船队为59艘船。2011年的商业捕捞物主要包括金枪鱼，主要是长鳍金枪鱼，但也包括一些大眼金枪鱼和黄鳍金枪鱼。蓝枪鱼、鲭鱼、鲑鱼子、条纹枪鱼、金枪鱼、箭鱼等也都着陆。海上捕鱼主要在该岛400海里以内的大溪地岛附近进行。
2011年，沿海捕鱼船队共有504艘许可船，其中一半以上居住在旺斯岛。413艘沿海捕鱼船报告活动。尤其是在图阿摩图群岛，甘比群岛和马克斯萨斯群岛，许多船只的捕捞量未见报道。当局通过在岛屿周围发展冷库和制冰机来支持沿海渔业。鲣鱼、黄鳍金枪鱼、多拉多、帆鱼和长鳍构成的大部分报道kystfiske捕获的。
泻湖捕鱼可捕捞泻湖鱼，小型中上层鱼类、贝类、软体动物等。2011年，为泻湖捕鱼发放了4,924个两年期捕捞许可证，其中一半给塔希提岛的渔民。监管捕捞海蜗牛（Trochus）。2008年，海香肠的商业捕鱼也开始了。
法属波利尼西亚的海底蕴藏着丰富的镍、钴、锰、鈾和铜矿，未被开采。
2008年，法属波利尼西亚的进口额为22亿美元，出口额为2亿美元。

## 交通
由于法属波利尼西亚多岛屿的地理形态，道路基础设施通常仅限于沿海道路。由于道路无法形成路网以及缺乏有组织的公共交通网络，大溪地的公路交通流量非常高。公路：总长2,590公里
法属玻里尼西亚有53个机场，46个拥有铺砌过的跑道。法阿国际机场是法属波利尼西亚唯一的国际机场，位於大溪地島首府帕皮提近郊。此外法属波利尼西亚每个岛屿都有自己的机场，该机场可供岛间飞行。
国内航空运输主要由塔希提航空提供，塔希提航空（Air Tahiti）是法属波利尼西亚当地的航空公司。该公司服务于约60个目的地，每年载客约70万人次。
国际航空运输则主要透过以下航空公司：塔希提航空、法航、新西兰航空、智利南美航空、夏威夷航空、喀里多尼亚航空和法国蜜蜂航空。
帕皮提港是法属波利尼西亚最重要的港口。每年170万法国游客往返于帕皮提港和莫雷阿岛，使得帕皮提港成为法国旅客人数第一的港口。帕皮提港每年接收大约一百万吨的货物，但仅发送约三万吨货物。岛际海事服务在法属玻里尼西亚许多岛屿中起着至关重要的作用，大部分服务由私人公司提供。每年大约有40万吨货物从帕皮提运到法属波利尼西亚的其他一个岛屿。

## 著名人物
- 法布里斯·桑托罗，网球运动员，绰号“魔术师”，史上首位大满贯男单参赛横跨4个10年的选手。
- 马拉马·瓦伊鲁阿，足球运动员。
- 玛蕾瓦·加朗特（英语：Mareva Galanter），歌手，塔希提选美冠军。